# Gilbert Salvador
Gilbert Salvador, né le 11 février 1933 à Aghlal (Algérie française), est un coureur cycliste français. Il est professionnel en 1961 et 1962 au sein de l'équipe Liberia-Grammont-Wolber.

## Palmarès
- 1958
  - Marseille-Nice
  - Tour de Corse
  - Course de côte de Ganagobie
  - 2e de la Poly Lyonnaise
  - 2e de la course de côte du mont Faron
- 1959
  -  Champion de France des indépendants
  - Tour du Var
  - Tour de Corrèze
  - Marseille-Nice
  - Poly Lyonnaise
  - 2e du Circuit des Basses-Alpes
  - 2e de la course de côte du mont Coudon
  - 2e de Monaco-Mont Agel
- 1960
  - Poly Lyonnaise
  - Monaco-Mont Agel
  - 2e du Bol d'or des Monédières
- 1961
  - Grand Prix de Grasse
  - Course de côte du mont Faron
  - Grand Prix d'Oradour-sur-Vayres
  - 2e du Grand Prix d'Aix-en-Provence
  - 2e de la Poly Lyonnaise
  - 3e du Grand Prix de Monaco
  - 3e du Tour du Nord-Ouest de la Suisse
  - 3e du Trophée des grimpeurs
- 1962
  - Tour de l'Hérault
  - Prix de Saint-Raphaël
  - 3e de Nice-Mont Agel
  - 3e de Monaco-Mont Agel
- 1963
  - Course de côte de Ganagobie
  - 2e de la course de côte du mont Faron (en ligne)
  - 2e de la course de côte du mont Faron (contre-la-montre)
  - 2e du Nice-Mont Agel
  - 3e du Grand Prix de Monaco

## Résultats sur les grands tours

### Tour d'Italie
1 participation
- 1962 : abandon (14e étape)